# المجلس الشعبي الولائي (الجزائر)
المجلس الشعبي الولائي في الجزائر هو هيئة للمداولة والمراقبة طبقا للمادة 159 من الدستور والقانون 09/90 المتعلق بالولاية.

## الأعضاء
يتكون من عدد من الأعضاء حسب الولاية يترأسهم رئيس ويساعده في ذلك مجموعة من النواب، ويتوزع الأعضاء على عدد من اللجان دائمة تكفل تمثيل المكونات السياسية في المجلس.

## الوظيفة
يعالج المجلس كل شؤون الولاية التابعة لاختصاصه قانونا بواسطة مختلف اللجان الدائمة ويتخذ قراراته بموجب مداولة.
ويعقد المجلس أربع دورات عادية كل سنة طبقا لنظامه الداخلي. ولا يتوانى في عقد الدورات الاستثنائية لدراسة القضايا المستعجلة التي تهم الولاية أو تكوين اللجان الفرعية التي تساهم بكل فعالية في تغطية القضايا العاجلة والمستجدات، وفي غالب الأحيان يتمكن المجلس الشعبي الولائي من القيام بكل مهامه على أكمل وجه نتيجة للمستوى الفكري والثقافـي للمحتوى البشري الـذي يتكون منه.

## مواضيع ذات صلة
- وزارة الداخلية الجزائرية
- قائمة الولاة في الجزائر
- ثاجماعث
- المجلس الشعبي البلدي
- المجلس الشعبي الوطني
- مجلس الأمة